# .za
‎.za‏ دامنه اینترنتی اختصاص داده شده به آفریقای جنوبی است.